# Lüneburgite
La lüneburgite è un minerale.